# لويس إيشيفيريا
لويس إيشيفيريا ألفاريز، (بالإسبانية: Luis Echeverria)‏ النطق الإسباني: [lwis etʃeβeˈri.a ˈalβaɾes]؛ من مواليد 17 يناير 1922، محامٍ وأكاديمي وسياسي مكسيكي منتسب إلى الحزب الثوري المؤسسي (بّي آر آي)، شغل إيشيفيريا منصب الرئيس الخمسين للمكسيك من عام 1970 إلى 1976. شغل سابقًا منصب وزير الداخلية (1963-1969). وقد بلغ من العمر حين وفاته 100 عامً، وهو أكبر رئيس مكسيكي سابق على قيد الحياة.
تميزت فترة شغله منصب وزير الداخلية خلال إدارة دياز أورداز بزيادة في القمع السياسي في البلاد. تعرض الصحفيون المعارضون والسياسيون والناشطون للرقابة والاعتقال التعسفي والتعذيب والإعدام خارج نطاق القضاء. وبلغ هذا ذروته مع مذبحة تلاتيلولكو في 2 أكتوبر 1968، التي وضعت حدًا لشهور من الاحتجاجات الاجتماعية في جميع أنحاء البلاد؛ يُعد دياز أورداز وإتشيفريا ووزير الدفاع مارسيلينو جارسيا باراغان من المفكرين الخططين للمذبحة التي قتل فيها مئات المتظاهرين العزل على يد أفراد من الجيش. في العام التالي، عين دياز أورداز إيشيفيريا خلفًا له كنائب في رئاسة الجمهورية، التي تولاها لاحقًا في 1 ديسمبر 1970.
كان إيشيفيريا أحد أبرز الرؤساء في تاريخ المكسيك بعد الحرب. حاول أن يصبح زعيمًا لما يسمى بالعالم الثالث، وهي الدول التي لم تكن متحالفة مع الولايات المتحدة أو الاتحاد السوفيتي خلال الحرب الباردة. عرض اللجوء السياسي إلى هورتينسيا بوسي ولاجئين آخرين من ديكتاتورية بينوشيه في تشيلي، وأقام علاقات دبلوماسية وتعاونًا وثيقًا مع جمهورية الصين الشعبية بعد زيارة بكين والاجتماع مع الرئيس ماو تسي تونغ ورئيس الوزراء تشو إنلاي، وحاول استخدام نفوذ ماو بين الدول الآسيوية والأفريقية في محاولة فشلت في نهاية المطاف ليصبح الأمين العام للأمم المتحدة. تسبب إيشيفيريا في توتر العلاقات مع إسرائيل (واليهود الأمريكيين) بعد دعم قرار الأمم المتحدة الذي يعادل الصهيونية بالعنصرية.
محليًا، حقق ايشيفيريا نموًا اقتصاديًا كبيرًا، مع نمو الاقتصاد المكسيكي بنسبة 6.1٪، وعزز بقوة تطوير مشاريع البنية التحتية مثل الموانئ البحرية الجديدة. ومع ذلك، اتسمت رئاسته أيضًا بأساليب استبدادية (في الواقع، وقعت أولى الحالات الموثقة لرحلات الموت في أمريكا اللاتينية في المكسيك في عهد إيشيفيريا)، مذبحة كوربوس كريستي عام 1971 ضد الطلاب المحتجين، والحرب القذرة ضد المعارضة اليسارية في البلاد (على الرغم من تبني إيشيفيريا نفسه لخطاب يساري شعبوي)، والأزمة الاقتصادية التي حدثت في المكسيك في نهاية فترة ولايته. في عام 2006، وجهت إليه لائحة اتهام وأمر تحت الإقامة الجبرية لدوره في مذبحة تلاتيلولكو عام 1968 ومذبحة كوربوس كريستي عام 1971، ولكن أُسقطت التهم الموجهة له في عام 2009.

## النشأة والوظيفة
وُلِد في مدينة مكسيكو لأبوين رودولفو إيشيفيريا وكاتالينا ألفاريز في 17 يناير 1922. انضم إيشيفيريا إلى هيئة التدريس في جامعة المكسيك الوطنية المستقلة عام 1947 ودرّس النظرية السياسية والقانون الدستوري. ارتقى في التسلسل الهرمي للحزب الثوري المؤسسي (بّي آر آي) وأصبح في النهاية السكرتير الخاص لرئيس الحزب، رودولفو سانشيز تابوادا.

### وزير الداخلية
شغل إيشيفيريا منصب نائب وزير الداخلية خلال رئاسة أدولفو لوبيز ماتيوس، مع غوستافو دياز أورداز كوزير للداخلية. بعد أن غادر دياز أورداز الأمانة العامة في نوفمبر من عام 1963 ليصبح المرشح الرئاسي للحزب الثوري الدستوري لانتخابات عام 1964، عُين إيشيفيريا وزيرًا للداخلية للعمل خلال الفترة المتبقية من إدارة لوبيز ماتيوس. بمجرد أن تولى دياز أورداز منصبه كرئيس، أكد أن إيشيفيريا وزيرُا للداخلية، حيث بقي حتى نوفمبر من عام 1969.

#### تلاتيلولكو
حافظ على موقف متشدد ضد الطلاب المحتجين طوال عام 1968. وبلغت الاشتباكات بين الحكومة والمتظاهرين ذروتها في مذبحة تلاتيلولكو في أكتوبر 1968، قبل أيام قليلة من دورة الألعاب الأولمبية الصيفية لعام 1968 التي أقيمت في مكسيكو سيتي. وفي حادثة منفصلة، أمر بنقل 15٪ من الجيش المكسيكي إلى ولاية غيريرو لمواجهة مجموعات حرب العصابات التي كانت تعمل هناك.

### تداول السلطة في عام 1070
في 22 أكتوبر 1969، استدعى دياز أورداز ألفونسو مارتينيز دومينغيز -رئيس الحزب الثوري الدستوري- وقادة حزبيين آخرين إلى مكتبه في لوس بينوس للكشف عن إيشيفيريا كخليفة له. سأل مارتينيز دومينغيز الرئيس عما إذا كان متأكدًا من قراره، فأجاب دياز أورداز: لماذا تسأل؟ إنه أهم قرار في حياتي وقد فكرت فيه جيدًا.
في 8 تشرين الثاني (نوفمبر) 1969، أعلن دياز أورداز رسميًا أن إيشيفيريا مرشح للرئاسة. في مرحلة ما خلال حملته الانتخابية للرئاسة، دعا إشيفريا إلى دقيقة صمت من أجل تذكر ضحايا مذبحة تلاتيلولكو، الأمر الذي أثار غضب الرئيس دياز أورداز وكاد يدفعه للمطالبة بالاستقالة. على الرغم من أن إيشيفيريا كان متشددًا في إدارة دياز أورداز واعتبر مسؤولًا عن مذبحة تلاتيلولكو، وأصبح مهووسًا على الفور بجعل الناس ينسون أنه قد فعلها على الإطلاق. 

## التعليم
تعلم في الجامعة الوطنية المستقلة في المكسيك.

## روابط خارجية
- لويس إيشيفيريا على موقع الموسوعة البريطانية (الإنجليزية)
- لويس إيشيفيريا على موقع مونزينجر (الألمانية)
- لويس إيشيفيريا على موقع ميوزك برينز (الإنجليزية)
- لويس إيشيفيريا على موقع إن إن دي بي (الإنجليزية)
- لويس إيشيفيريا على موقع ديسكوغز (الإنجليزية)